# 獨立區 (皮斯科省)
13°41′38″S 76°1′26″W / 13.69389°S 76.02389°W
獨立區（西班牙語：Distrito de Independencia）是秘魯的一個區，位於該國中南部伊卡大區的皮斯科省，始建於1942年10月29日，面積272.3平方公里，海拔高度211米，2005年人口11,166，人口密度每平方公里41人。